# الحب والثمن (فلم)
الحب والثمن هو فيلم مصري عرض عام 1970، بطولة أحمد مظهر وزيزي البدراوي وإبراهيم خان، ومن إخراج عبد الرحمن الخميسي.

## قصة الفيلم
تعيش (سوسن) مدرسة الأطفال مع والدها الرسام في منزل يملكه (حسام) رجل الأعمال الذي يحاول إيقاعها في شباكه، لكنها تصده باستمرار. تسوء حالتهما المادية فتضطر لقبول طلب الزواج من (حسام) رغم اختلاف طباعهما. تنشأ علاقة حب بين (سوسن) و(أحمد) المهندس المعماري ويكتشف (حسام) علاقتهما فيقوم بتلفيق قضية لـ(أحمد) للخلاص منه، ويدخل السجن لكن يتم الإفراج عنه ليخرج من السجن ويقرر الانتقام من (حسام).

## طاقم التمثيل
- أحمد مظهر: (حسام)
- زيزي البدراوي: (سوسن)
- إبراهيم خان: (أحمد)
- صلاح السعدني: (عمر)
- نادية الجندي: (سوزي)
- محمود المليجي: (عم حسام - ضيف شرف)
- شريفة فاضل: (ضيفة شرف)
- عبد الرحمن الخميسي: (والد سوسن)
- إيمان شريف
- حسن كامل
- البرنس أبو الفتوح
- عبد العظيم شعلان
- صالح الإسكندراني
- إيناس عبد الله
- محمد أبو حشيش

## فريق العمل
- إخراج: عبد الرحمن الخميسي
- قصة: عبد الرحمن الخميسي
- سيناريو وحوار: علي الشوباشي، إبراهيم الموجي
- مدير التصوير: عادل عبد العظيم
- مونتاج: صلاح خليل
- موسيقى تصويرية: عبد الرحمن الخميسي
- إنتاج: الفنية للسينما
- توزيع: المؤسسة المصرية العامة للسينما